# アンジェイ・シャルマッフ
アンジェイ・シャルマッフ（Andrzej Szarmach, 1950年10月3日 -）は、ポーランド出身の元サッカー選手、サッカー指導者。

## 経歴
1970年代のポーランド代表の黄金時代を支えた中心選手の一人。当初はエースのヴォジミエシュ・ルバンスキの控えであったが、ルバンスキの負傷離脱によりレギュラーの座を獲得。右FWのグジェゴシ・ラトー、左FWのロベルト・ガドハと中盤のカジミェシュ・デイナらと共に1974年のFIFAワールドカップ・西ドイツ大会では得点王のラトーに次ぐ5得点を挙げ、この大会での3位入賞に貢献した。
また1976年モントリオールオリンピックで準優勝と、9得点を挙げ大会最優秀選手賞を獲得した。ポーランド代表として1978 FIFAワールドカップ、1982 FIFAワールドカップの3大会連続出場を果たすなど、国際Aマッチ61試合出場32得点を記録した。
1980年にフランスのAJオセールに移籍。1980年から1985年の間に94得点を記録し、監督のギー・ルーやサポーターの支持を得た。1989年に現役引退後、直ぐに指導者の道へ進み、2部リーグのクレルモン・フット・オーヴェルニュなどの監督を務めた。